# Campeonato Mundial de Esqui Alpino de 2001
O Campeonato Mundial de Esqui Alpino de 2001 foi a 36º edição do evento, foi realizado em St Anton am Arlberg, Áustria, entre 29 de janeiro a 10 de fevereiro de 2001.

## Resultados

### Masculino
| Evento                 | Ouro                                     | Prata                                   | Bronze                              |
| ---------------------- | ---------------------------------------- | --------------------------------------- | ----------------------------------- |
| Downhill (07.02)       | Hannes Trinkl · Áustria · 1:38,74        | Hermann Maier · Áustria · 1:38,94       | Florian Eckert · Alemanha · 1:39,26 |
| Slalon (10.02)         | Mario Matt · Áustria · 1:39,66           | Benjamin Raich · Áustria · 1:39,81      | Mitja Kunc · Eslovênia · 1:40,36    |
| Slalon Gigante (08.02) | Michael von Grünigen · Suíça · 2:23,80   | Kjetil André Aamodt · Noruega · 2:24,15 | Frédéric Covili · França · 2:24,18  |
| Super G (30.01)        | Daron Rahlves · Estados Unidos · 1:21,46 | Stephan Eberharter · Áustria · 1:21,54  | Hermann Maier · Áustria · 1:21,69   |
| Combinada (05.02)      | Kjetil André Aamodt · Noruega · 2:58,25  | Mario Matt · Áustria · 2:58,93          | Paul Accola · Suíça · 2:59,53       |

### Feminino
| Evento                 | Ouro                                     | Prata                                  | Bronze                              |
| ---------------------- | ---------------------------------------- | -------------------------------------- | ----------------------------------- |
| Downhill (06.02)       | Michaela Dorfmeister · Áustria · 1:36,20 | Renate Götschl · Áustria · 1:36,34     | Selina Heregger · Áustria · 1:36,37 |
| Slalon (07.02)         | Anja Pärson · Suécia · 1:32,95           | Christel Pascal · França · 1:33,56     | Hedda Berntsen · Noruega · 1:33,99  |
| Slalon Gigante (09.02) | Sonja Nef · Suíça · 2:19,01              | Karen Putzer · Itália · 2:20,11        | Anja Pärson · Suécia · 2:20,52      |
| Super G (29.01)        | Regine Cavagnoud · França · 1:23,44      | Isolde Kostner · Itália · 1:23,49      | Hilde Gerg · Alemanha · 1:23,52     |
| Combinada (02.02)      | Martina Ertl · Alemanha · 2:55,65        | Christine Sponring · Áustria · 2:58,23 | Karen Putzer · Itália · 2:58,69     |

## Quadro de medalhas
| Ordem | País           | Medalha de ouro | Medalha de prata | Medalha de bronze | Total |
| ----- | -------------- | --------------- | ---------------- | ----------------- | ----- |
| 1     | Áustria        | 3               | 6                | 2                 | 11    |
| 2     | Suíça          | 2               | 0                | 1                 | 3     |
| 3     | França         | 1               | 1                | 1                 | 3     |
|       | Noruega        | 1               | 1                | 1                 | 3     |
| 5     | Alemanha       | 1               | 0                | 2                 | 3     |
| 6     | Suécia         | 1               | 0                | 1                 | 2     |
| 7     | Estados Unidos | 1               | 0                | 0                 | 1     |
| 8     | Itália         | 0               | 2                | 1                 | 3     |
| 9     | Eslovênia      | 0               | 0                | 1                 | 1     |
|       | TOTAL          | 10              | 10               | 10                | 30    |